# Guangzhou City FC
Der Guangzhou City Football Club (chinesisch 广州城足球俱乐部, Pinyin Guǎngzhōu Chéng Zúqiú Jùlèbù) ist ein Fußballverein aus Guangzhou in China. Der Verein spielt in der Chinese Super League, der höchsten Liga des Landes. Seine Heimspiele trägt der Verein im Yuexiushan Stadium aus.

## Vereinsgeschichte
Gegründet wurde der Verein 1986 als Shenyang Huayang. Von 1996 bis 2003 hieß der Klub Shenyang Haishi und von 2003 bis 2007 Shenyang Ginde FC. Seit dem Umzug in die Stadt Changsha im Jahr 2007, nennt sich der Verein bei seinem heutigen Namen. Der Klub befindet sich im Besitz der Ginde Plastic Pipe Industry Group. Bisher konnte Changsha Ginde keinen Titel gewinnen. Zu Ende der Saison 2008 belegte der Verein Platz elf; 2009 erreichte der Verein den 14. Platz und konnte damit knapp den Klassenabstieg verhindern. Im Jahr darauf folgte mit Platz 16 der Abstieg. Der Wiederaufstieg in die höchste Liga gelang sofort. Seitdem spielt der Verein wieder ununterbrochen in der höchsten Spielklasse des Landes. 2014 konnte mit Platz drei erstmals die Qualifikation für die AFC Champions League erreicht werden. Nach Änderung des Regelwerks zu einer „neutralen“ Namensgebung der professionellen Fußballvereine der CSL (insgesamt 58 Vereine) durch den Chinese Football Association, nannte das vormals als Guangzhou R&F Football Club (广州富力足球俱乐部) bekannte Fußballverein dessen Namen im Dezember 2020 in Guangzhou City FC um.

## Platzierungen
| Saison   | 2004 | 2005 | 2006 | 2007 | 2008 | 2009 | 2010 | 2011 | 2012 | 2013 | 2014 | 2015 | 2016 | 2017 |
| -------- | ---- | ---- | ---- | ---- | ---- | ---- | ---- | ---- | ---- | ---- | ---- | ---- | ---- | ---- |
| Liga     | 1    | 1    | 1    | 1    | 1    | 1    | 1    | 2    | 1    | 1    | 1    | 1    | 1    | 1    |
| Position | 8    | 13   | 13   | 10   | 11   | 14   | 16   | 2    | 7    | 6    | 3    | 14   | 6    | 5    |

## Namenshistorie
- 1986–1993: Shenyang (沈阳)
- 1994: Shenyang Liuyao (沈阳东北六药)
- 1995: Shenyang Huayang (沈阳华阳)
- 1996–2001: Shenyang Haishi (沈阳海狮)
- 2001–2006: Shenyang Ginde (沈阳金德)
- 2007–2010: Changsha Ginde (长沙金德)
- 2011: Shenzhen Phoenix (深圳凤凰)
- 2011–2020:Guangzhou R&F (广州富力)
- seit 2020:Guangzhou City FC (广州城足球俱乐部)

## Ehemalige bekannte Spieler (Auswahl)
| Name des Spielers    | Zeitraum  | Bemerkung                                      |
| -------------------- | --------- | ---------------------------------------------- |
| Aboubakar Oumarou    | 2006      | • kamerunischer Nationalspieler                |
| Benedict Akwuegbu    | 2002      | • ehemaliger nigerianischer Nationalspieler    |
| Kwame Ayew           | 2003      | • ehemaliger ghanaischer Nationalspieler       |
| Robert Caha          | 2001      |                                                |
| Nevil Dede           | 2008      | • ehemaliger albanischer Nationalspieler       |
| Garba Lawal          | 2007      | • ehemaliger nigerianischer Nationalspieler    |
| Miguel Miranda       | 1998 2000 | • ehemaliger peruanischer Nationalspieler      |
| Mauricio Wright      | 2003      | • ehemaliger costa-ricanischer Nationalspieler |
| Song Zhenyu          | 2006–2009 | • ehemaliger chinesischer Nationalspieler      |
| Abderazak Hamedallah | 2014–2015 | • ehemaliger marokkanischer Nationalspieler    |

## Trainer (unvollständig)
| Name des Trainers                 | Zeitraum  | Bemerkung       |
| --------------------------------- | --------- | --------------- |
| Ademar Braga                      | 1999      |                 |
| Waleri Kusmitsch Nepomnjaschtschi | 2000      |                 |
| Henryk Kasperczak                 | 2000–2001 |                 |
| Alain Laurier                     | 2001      |                 |
| Toni                              | 2002      |                 |
| Dragoslav Stepanović              | 2003      |                 |
| Bob Houghton                      | 2005–2006 |                 |
| Martin Koopman                    | 2006      |                 |
| Milan Živadinović                 | 2007      |                 |
| Slobodan Santrač                  | 2008      |                 |
| Zhu Bo                            | 2008–2009 |                 |
| Hao Wei                           | 2009–2010 |                 |
| Miodrag Ješić                     | 2010      |                 |
| Li Shubin                         | 2010–2011 |                 |
| Sérgio Farias                     | 2012–2013 |                 |
| Li Bing                           | 2013      | Interimstrainer |
| Sven-Göran Eriksson               | 2013–2014 |                 |
| Cosmin Contra                     | 2015      |                 |
| Li Bing                           | 2015      | Interimstrainer |
| Dragan Stojković                  | 2015–2020 |                 |